# (21899) 1999 VU8
1999 في يو 8 (ويعرف أيضًا باسم (21899) 1999 في يو 8 وفق تسمية الكوكب الصغير) (بالإنجليزية: 1999 VU8)‏ هو كويكب ضمن حزام الكويكبات؛ وترتيبه 21899 من حيث الاكتشاف.
اكتُشف هذا الجُرم الفلكي بواسطة Charles W. Juels ‏ في 8 نوفمبر 1999.

## وصلات خارجية
- (21899) 1999 VU8 في قاعدة بيانات مختبر الدفع النفاث لأجرام النظام الشمسي الصغيرة

- الاكتشاف · مخطط المدار ·  العناصر المدارية · المعلمات المادية

- (21899) 1999 VU8 على موقع ويكي سكاي: DSS2, SDSS, GALEX, IRAS, Hydrogen α, X-Ray, Astrophoto, Sky Map, Articles and images